# Atticus (Cognomen)
Atticus („Aus Athen [stammend]“, „aus Attika [stammend]“ oder „athenisch“) ist ein römisches Cognomen, das ab dem 3. Jahrhundert v. Chr. belegt ist und in der Kaiserzeit sehr verbreitet war. Der erste bezeugte Träger dieses Namens war Aulus Manlius Torquatus Atticus, welcher es vielleicht noch als Agnomen führte.
Einer der bekanntesten Namensträger war Ciceros Freund Titus Pomponius Atticus, der das Cognomen aufgrund seines langen Aufenthalts in Athen erhielt. Dorthin war er vor den sich abzeichnenden Unruhen nach dem Bundesgenossenkrieg geflohen und wirkte am Wiederaufbau der Stadt nach der Zerstörung durch Sulla mit. Laut Cicero erwarb er auch eine fundierte griechische Bildung und „Weisheit“, welche ihn „athenisch“ machten.

## Namensträger
- Aulus Manlius Torquatus Atticus, römischer Zensor 247 v. Chr. sowie Konsul 244 und 241 v. Chr.
- Gaius Baebius Atticus, römischer Offizier, 1. Jahrhundert
- Gaius Fictorius (Atticus), antiker römischer Toreut oder Händler
- Gaius Quintius Atticus, römischer Suffektkonsul 69
- Gaius Vettius Gratus Atticus Sabinianus, römischer Konsul 242
- Herodes Atticus (* 101; † um 177), griechisch-römischer Redner, Politiker und Mäzen
- Marcus Iulius Vestinus Atticus († 65), römischer Konsul 65
- Nonius Atticus, Konsul 397
- Quintus Gavius Atticus, römischer Suffektkonsul 85
- Publius Aelius Atticus, römischer Offizier, 3. Jahrhundert
- Tiberius Claudius Atticus, römischer Offizier 1. Jahrhundert
- Tiberius Claudius Atticus Herodes, römischer Suffektkonsul 133
- Tiberius Claudius Bradua Atticus, römischer Politiker und Senator Ende des 2. Jahrhunderts
- Titus Pomponius Atticus (* Ende 110 v. Chr.; † 32 v. Chr.), römischer Ritter, Freund und Briefpartner von Marcus Tullius Cicero